# Камб'яно
Камб'яно (італ. Cambiano, п'єм. Cambiagn) — муніципалітет в Італії, у регіоні П'ємонт,  метрополійне місто Турин.
Камб'яно розташований на відстані близько 510 км на північний захід від Рима, 13 км на південний схід від Турина.
Населення — 6158 осіб (2014).
Щорічний фестиваль відбувається 22 січня. Покровитель — San Vincenzo e Anastasio.

## Демографія
Населення за роками:

Станом на 1 січня 2023 року в муніципалітеті офіційно проживали 222 іноземці з 30 країн, серед них 118 громадян країн Євросоюзу та 13 громадян України.

## Сусідні муніципалітети
- К'єрі
- Монкальєрі
- Печетто-Торинезе
- Піно-Торинезе
- Сантена
- Трофарелло
- Вілластеллоне